# Por Toda Minha Vida
Por Toda Minha Vida foi um especial exibido pela emissora brasileira TV Globo entre 28 de dezembro de 2006  e 1 de abril de 2011, que contava a história de vários artistas da música popular brasileira. Foi apresentado por Fernanda Lima e dirigido por Ricardo Waddington, com roteiro de George Moura. Ao longo dos anos, o programa foi seis vezes indicado ao Emmy Internacional.
Em 2007 passou a ser um programa fixo da emissora, exibindo mais produções e contando as histórias de Leandro da dupla sertaneja Leandro & Leonardo, Nara Leão, Renato Russo do Legião Urbana e Tim Maia, tendo exibido recentemente o especial dos Mamonas Assassinas, Dolores Duran, Chacrinha, Cazuza, Claudinho da dupla funk Claudinho & Buchecha, Raul Seixas, Adoniran Barbosa, RPM, Cartola e a banda As Frenéticas. 
Em 2016, respectivamente nos dias 23 e 30 de agosto, a Rede Globo reprisou os episódios sobre os cantores Leandro e Renato Russo, logo após a minissérie Justiça, às terças-feiras.

## Episódios
| Título             | Roteiro                          | Direção              | Data de exibição       |
| ------------------ | -------------------------------- | -------------------- | ---------------------- |
| Elis Regina        | George Moura e Sérgio Goldenberg | João Jardim          | 28 de dezembro de 2006 |
| Leandro            | Patrícia Andrade e George Moura  | Rogério Gomes        | 22 de junho de 2007    |
| Renato Russo       | Flávio de Campos e Maria Camargo | Ricardo Waddington   | 14 de setembro de 2007 |
| Nara Leão          | Patrícia Andrade e George Moura  | João Jardim          | 26 de outubro de 2007  |
| Tim Maia           | Maria Camargo e George Moura     | Paulo Silvestrini    | 14 de dezembro de 2007 |
| Mamonas Assassinas | Maria Camargo                    | José Luiz Villamarim | 10 de julho de 2008    |
| Dolores Duran      | Patrícia Andrade                 | João Jardim          | 17 de julho de 2008    |
| Chacrinha          | Maria Camargo                    | Pedro Vasconcelos    | 24 de agosto de 2008   |
| Cazuza             | George Moura                     | Alexandre Ishikawa   | 19 de novembro de 2009 |
| Claudinho          | Patrícia Andrade                 | Luiz Antonio Pilar   | 26 de novembro de 2009 |
| Raul Seixas        | George Moura                     | João Jardim          | 3 de dezembro de 2009  |
| Adoniran Barbosa   | Teresa Frota                     | Fabrício Mamberti    | 28 de outubro de 2010* |
| RPM                | George Moura e Patrícia Andrade  | Thiago Teitelroit    | 4 de novembro de 2010  |
| Cartola            | George Moura e Sérgio Goldenberg | Luiz Henrique Rios   | 11 de março de 2011    |
| As Frenéticas      | George Moura                     | Thiago Teitelroit    | 1 de abril de 2011     |

(*) Exibido apenas para algumas praças, ao mesmo tempo em que era exibido o debate do segundo turno para governador.

## Elenco

### Elis Regina
- Hermila Guedes - Elis Regina
- Bianca Comparato - Elis Regina (adolescente)
- Thavyne Ferrari - Elis Regina (criança)
- Dan Stulbach - Luís Carlos Miele
- Eriberto Leão - César Camargo Mariano
- Paulo Gustavo - Ary Barroso
- Bem Gil - Gilberto Gil
- Cássio Scapin - Ary Rego
- Blota Filho - Paulo Machado de Carvalho Filho
- Ana Roberta Gualda - Celina Silva
- Eduardo Melo - João Marcelo Bôscoli
- Ivone Hoffmann
- João Loredo
- Júlio Andrade
- Luiz Nicolau

### Leandro
- Eduardo Di Tarso - Leonardo
- Ana Lima - Amália
- André Luiz Frambach - Leandro (criança)

### Renato Russo
- Bruce Gomlevsky - Renato Russo
- Vinícius Rodrigues - Renato Russo (adolescente)
- Pierre Baitelli - André Pretorius
- Amilton Monteiro - Renato Manfredini
- Thalita Ribeiro - Fã

### Nara Leão
- Inez Viegas - Nara Leão
- Pérola Faria - Nara Leão (adolescente)
- Leonardo Netto - Miguel Bacelar
- Rafael Fernandes - Ronaldo Bôscoli
- Branca Messina - Silvinha Telles
- Rômulo Estrela - Carlinhos Lyra

### Tim Maia
- Robson Nunes - Tim Maia (adolescente)
- Gláucio Gomes - Roberto Talma
- Aline Borges - Janete
- Luci Pereira - Maria Imaculada
- João Cunha
- Luiz Nicolau

### Mamonas Assassinas
- Flávio Pardal - Júlio Rasec
- Anderson Lau - Bento Hinoto
- Rômulo Estrela - Sérgio Reoli
- Fernanda de Freitas - Valéria Zopello
- Antônio Fragoso - João Augusto
- Graziella Schmitt - Mirella Zacanini/Mina
- Gabriel Azevedo - Rosemberg de Souza Nascimento
- Humberto Carrão - amigo de Rafael
- Carlos Vieira

### Dolores Duran
- Nanda Costa - Dolores Duran[18]
- Raquel de Queiroz - Dolores Duran (adolescente)
- Arthur Kohl - Barão
- Augusto Garcia - Jean
- Sérgio Guizé - Olavo
- João Cunha
- Paulo Gustavo - Ary Barroso
- Malu Rocha
- Duda Mamberti
- Renan Monteiro
- Otávio Martins

### Chacrinha
- Léo Oliveira - Chacrinha (criança)
- Prazeres Barbosa - Aurélia
- Cecéu Valença - Leleco Barbosa[19]
- Teca Pereira - Parteira de Chacrinha
- Marcos Veras - Nanato (filho)
- Cris Nicolotti - Maria Lúcia
- Renato Russo - ele mesmo
- Sidney Magal - ele mesmo
- Jerry Adriani - ele mesmo
- Marcello Gonçalves - Pai do Chacrinha
- Carlos Félix
- Bruna Guerin

### Cazuza
- Daniel Granieri - Cazuza (dos 15 aos 30)
- Lígia Cortez - Lucinha Araújo
- Paulo Carvalho - João Araújo
- Pitty Webbo - Bebel Gilberto
- Ricardo Blat - Ezequiel Neves
- Flávio Tolezani - Ney Matogrosso
- Eduardo Pires - Dé Palmeira
- Caio Graco - Maurício Barros
- Charles Myara - Rodrigo Santos
- Felipe Lima - Fernando Magalhães
- Gláucio Gomes - Roberto Talma
- Débora Bloch - Bete

### Claudinho
- Carlos Seidl - Ivan Manzieli
- Élida Muniz - Marina
- Márcio Costa
- Thogun - Valdir

### Raul Seixas
- Júlio Andrade - Raul Seixas
- Rafael Almeida - Raul Seixas (aos 18 anos)
- Thelmo Fernandes - produtor musical
- Paulo Carvalho - médico de Raul
- Luiz Nicolau - Raul Varella Seixas (pai de Raul e Plínio)
- Aline Peixoto - Maria Eugenia Santos Seixas
- Charles Fricks - Marco Mazzola
- João Pedro Zappa - Jerry Adriani

### Adoniran Barbosa
- Hugo Nápoli - Adoniran Barbosa (velho)
- Marcello Airoldi - Adoniran Barbosa (adulto)
- Fabíula Nascimento - Matilde de Lutiis
- Glauce Graieb - Ema Rubinato
- Caike Luna - Ranchinho
- Blota Filho - Osvaldo
- Cláudia Borioni - Márcia
- Julio Adrião
- Marcelo Laham - Dono da rádio
- Tadeu di Pietro - Homem que censura as músicas
- Waldir Gozzi

### RPM
- Carlos Loffler - Ezequiel Neves
- Gil Coelho - Guto Goffi

### Cartola
- Wilson Rabelo - Cartola (idoso)
- Miguel Oliveira - Cartola (criança)
- Maurício Gonçalves - Sebastião Joaquim de Oliveira
- Olívia Araújo - Donária
- Domingos Meira - Sílvio Caldas
- Gustavo Ottoni - Sebastião
- Jean Paul - Donga
- Jorge Caetano - Pixinguinha
- Leonardo Netto - João da Baiana
- Marcelo Várzea - Heitor Villa-Lobos
- Samuel de Assis - Paulinho da Viola

### As Frenéticas
- Nina Morena - Sandra Pêra
- Flávia Rubim - Regina Chaves